# Company of Heroes (Film)
Company of Heroes ist ein US-amerikanischer Actionfilm aus dem Jahr 2013. Er basiert auf der gleichnamigen Computerspielreihe. Regie führte Don Michael Paul.

## Handlung
Die Handlung spielt im Zweiten Weltkrieg während der Ardennenoffensive. Eine Einheit amerikanischer Soldaten unter der Leitung von Dean Ranson gelangt hinter die feindlichen Linien und gerät unter Beschuss. Die Soldaten erfahren, dass Adolf Hitler eine Atombombe bauen lässt. Die Soldaten schließen sich einer geheimen Mission der Alliierten an, die darauf abzielt, den deutschen Wissenschaftler Luca Gruenewald zu retten. Dieser Wissenschaftler führt ein geheimes Waffenprogramm an. Das Ziel der Soldaten ist es, die Atombombe zu finden und unschädlich zu machen.

## Rezeption
„[…] Gänzlich überflüssiger Weltkriegsfilm mit banaler Hurra-Botschaft, bar jeder spannenden Dramatisierung.“

Aaron Peck von der Home-Entertainment-Website High-Def Digest gab dem Film drei von fünf Sternen.